# XL Bermuda Open 2008
L'XL Bermuda Open 2008 è stato un torneo di tennis facente parte della categoria ATP Challenger Series nell'ambito dell'ATP Challenger Series 2008. Il torneo si è giocato a Paget in Bermuda dal 21 al 27 aprile 2008 su campi in terra verde e aveva un montepremi di $100 000+H.

## Vincitori

### Singolare
Kei Nishikori ha battuto in finale  Viktor Troicki con il punteggio di 2–6 7–5 7–6(5)

### Doppio
Harel Levyi /  Jim Thomas hanno battuto in finale  Chris Haggardi /  Peter Luczak con il punteggio di 6–74 6–4 (11-9)